# جانلوكا فيالي
جانلوكا فيالي (بالإيطالية: Gianluca Vialli)‏ (9 يوليو 1964– 6 يناير 2023)، لاعب ومدرب كرة قدم إيطالي سابق كان يلعب كمهاجم.

## مسيرته الكروية
لعب جانلوكا فيالي خلال مسيرته الاحترافية مع 4 أندية في تسعة عشر موسمًا وسجل خلالها 167 هدف ضمن 488 مباراة. حيث فاز في خمسة مواسم بالكأس وفي موسمين بالدوري.
خاض جانلوكا فيالي مسيرته مع نادي كريمونيسي في موسم 1980–81 ليلعب معه أربعة مواسم، مشاركًا في 105 مباراة سجل خلالها 23 هدفًا. ثم انتقل إلى نادي سامبدوريا في موسم 1984–85 ليلعب معه ثمانية مواسم، حيث شارك في 223 مباراة سجّل خلالها 85 هدفًا. لينتقل بعدها إلى نادي يوفنتوس في موسم 1992–93 ليلعب معه أربعة مواسم، مشاركًا في 102 مباراة سجل خلالها 38 هدفًا. ثم انتقل إلى نادي تشيلسي في موسم 1996–97 واستمر معه طيلة ثلاثة مواسم، مشاركًا في 58 مباراة سجل خلالها 21 هدفًا.
و قد لعب مع منتخب إيطاليا لكرة القدم بين عامي 1985 و1993، وقد شارك معهم في 59 مباراة وسجّل 16 هدف.
و قد درّب نادي تشيلسي عندما كان يلعب لهم بين عامي 1998 و2000 ودرّب نادي واتفورد في موسم 2001/2002.

## حياته الشخصية
فيالي ابن مليونير عصامي، نشأ فيالي مع إخوته الأربعة في كريمونا. تزوج فيالي من كاثرين وايت كوبر منذ 26 أغسطس 2003 وله ابنتان، أوليفيا وصوفيا. فيالي أيضاً لاعب غولف ولعب في بطولة دنهيل لينكس للمحترفين.
في نوفمبر 2018، كشف فيالي أنه تغلب بنجاح على معركة استمرت لمدة عام مع سرطان البنكرياس.
في 13 أبريل 2020، تم الكشف عن أنه شفي بشكل تام من سرطان البنكرياس الذي كان يعاني منه لمدة 17 شهرًا.

## وفاته
- توفي جانلوكا فيالي في 6 يناير 2023 عن عمر ناهز الثمانية والخمسين.[16]

## روابط خارجية
- جانلوكا فيالي على موقع IMDb (الإنجليزية)
- جانلوكا فيالي على موقع ديسكوغز (الإنجليزية)
- جانلوكا فيالي على موقع الاتحاد الدولي (مؤرشف)  (الإنجليزية)
- جانلوكا فيالي على موقع الاتحاد الأوربي (الإنجليزية)
- جانلوكا فيالي على موقع قاعدة بيانات كرة القدم.إي يو (الإنجليزية)
- جانلوكا فيالي على موقع ليكيب (الفرنسية)
- جانلوكا فيالي على موقع ناشيونال فوتبول تيمز (الإنجليزية)
- جانلوكا فيالي على موقع Soccerbase.com (لاعب) (الإنجليزية)
- جانلوكا فيالي على موقع Soccerbase.com (مدرب) (الإنجليزية)
- جانلوكا فيالي على موقع Soccerway.com (الإنجليزية)
- جانلوكا فيالي على موقع عالم كرة القدم.نت (الإنجليزية)
- جانلوكا فيالي على موقع كووورة